# Spritzgebäck

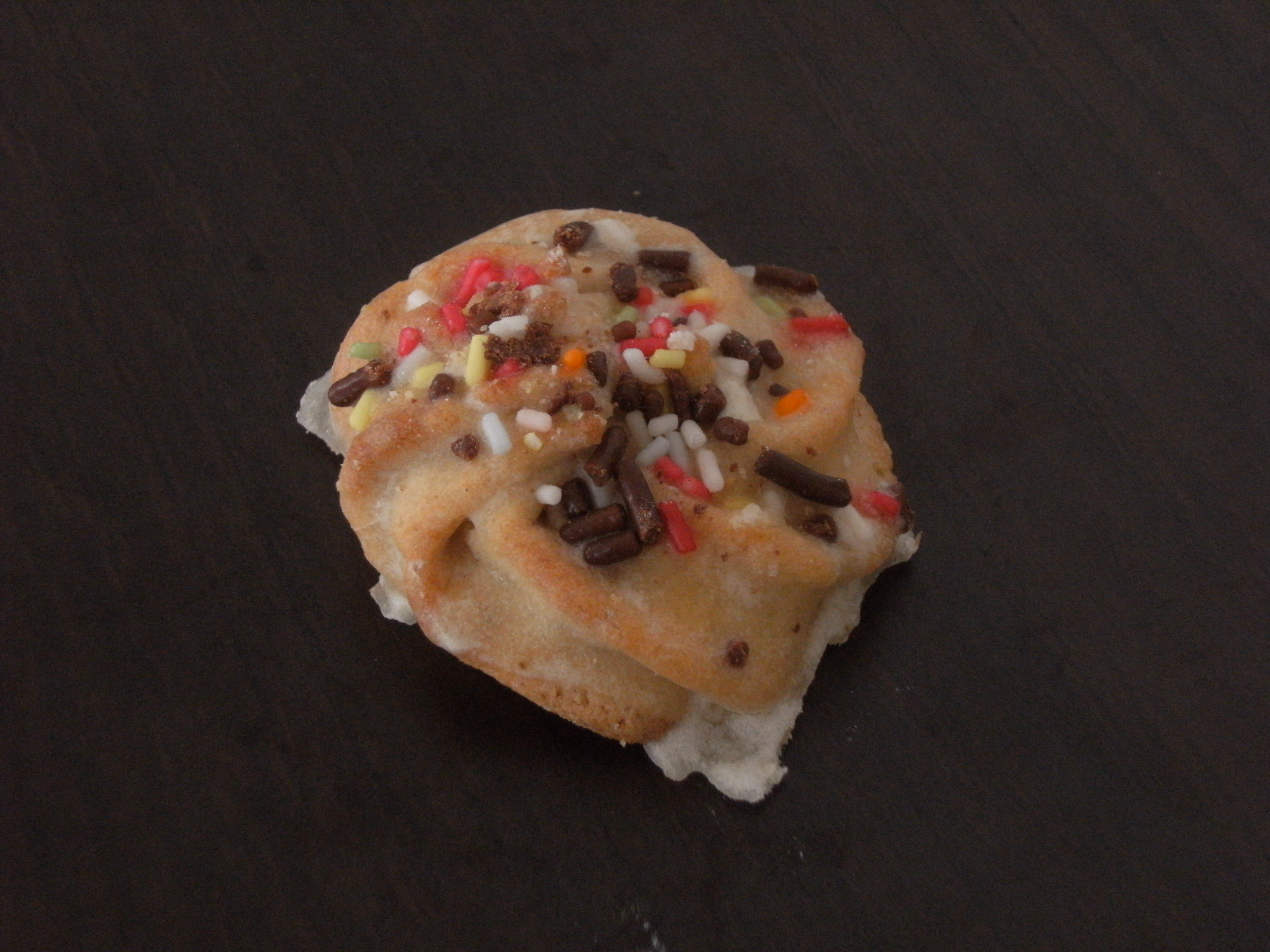
Spritzgebäck als Weihnachtsplätzchen

Spritzgebäck ist ein Teegebäck aus weichem Spritzmürbeteig, der geformt wird, indem er durch eine Öffnung gepresst wird (Dressieren). Zum Spritzgebäck gehören Spritzkringel, Bärentatzen, flammende Herzen und Buchstabenformen („S“-Gebäck).

## Herstellung
Um den Mürbeteig spritzfähig zu machen, gibt man einen Flüssigkeitsanteil – bis zu 25 Teile Wasser auf 100 Teile Mehl – in Form von Eiern oder Milch dazu. Ein Teil des Mehls wird durch Stärke ersetzt, um das Gebäck zarter zu machen. Der Teig wird durch den Flüssigkeitszusatz weich und kann durch Loch- oder Sterntülle (zum Beispiel mit einem Spritzbeutel oder einem Fleischwolf mit speziellem Vorsatz) zu kleinen Kringeln oder Stangen oder auch größeren Gebäckstücken aufdressiert werden. Wie bei allem Mürbeteiggebäck muss man den Teig kühl führen und die Teiglinge zügig aufarbeiten, damit sich der Teig nicht zu sehr erwärmt. Die dressierfähige Masse soll nach der Fertigstellung rasch verarbeitet werden, sonst wird sie zäh.
Die Backzeit ist kurz, bei größeren Stücken, wie flammenden Herzen, etwas länger als bei kleinen. Je nach Größe sind die Teiglinge etwa 5–15 Minuten ohne Schwadengabe zu backen.
Nach dem Backen und Abkühlen kann das Spritzgebäck mit einem Schokoladenüberzug oder Zuckerguss verziert werden. Außerdem können bunte Zuckerperlen oder ähnliches aufgebracht werden.